# Devious Maids
Devious Maids (en España: Criadas y malvadas) es una serie de comedia-drama de la televisión estadounidense creada en 2013 por Marc Cherry, producida por ABC Studios y por Cherry, Sabrina Wind, Eva Longoria, Paul McGuigan, Larry Shuman, David Lonner, John Mass, Paul Presburger y Michael García. La serie se estrenó el 23 de junio de 2013 en el canal Lifetime, mientras que en España se estrenó el 28 de septiembre de 2013 en Telecinco y AXN White. El 14 de abril de 2015 se estrenó la segunda temporada en Latinoamérica por LifeTime, estando basada en la serie mexicana Ellas son... la alegría del hogar.
El reparto de la serie incluye a Ana Ortiz como el personaje principal, y a Dania Ramírez, Roselyn Sánchez, Edy Ganem y Judy Reyes como las otras criadas, con Susan Lucci, Rebecca Wisocky, Tom Irwin, Brianna Brown, Brett Cullen, Mariana Klaveno y Grant Show en los papeles secundarios. La serie se centra en cuatro criadas latinas que trabajan en hogares de acaudaladas y poderosas familias de Beverly Hills, y en una recién llegada que toma su trabajo después de que una de las criadas fuera asesinada para descubrir la verdad detrás de esa desgracia.
El show fue desarrollado originalmente para la cadena ABC. El episodio piloto fue lanzado el 9 de junio de 2013, antes de su debut en televisión. El episodio piloto recibió críticas positivas y atrajo 1.99 millones de televidentes, y su sexto episodio aumentó en un 45% la cantidad de espectadores del episodio piloto, a 2.90 millones de televidentes.
El 26 de septiembre de 2015, Devious Maids fue renovada para una cuarta temporada de 10 episodios.
El 2 de septiembre de 2016, Lifetime anunció la cancelación de la serie, tras cuatro temporadas en antena.

## Producción

### Desarrollo
El Piloto se basa en una criada que muere. Nadie conoce el por qué. La madre del primer sospechoso se infiltra con las demás criadas para saber qué sucedió, y así salvar a su hijo de ir a la cárcel. Mientras lo hace, va conociendo y encariñándose con las demás criadas, mientras también va viendo la ambición y sueños mientras trabajan para los ricos y famosos de Beverly Hills, California.
ABC ordenó el piloto el 31 de enero de 2012. El 14 de mayo de 2012, el piloto no fue elegido para la serie de ABC. Sin embargo, el 22 de junio de 2012, Lifetime recogió el piloto con una orden de trece episodios. En mayo de 2012, Roselyn Sánchez hizo una aparición en el episodio final de Desperate Housewives, "Finalizando el sombrero". Su personaje se llamaba Carmen y su papel era el de jardinera que trabajaba para la familia Solís. Richard Burgi (ex marido de Susan), Valerie Mahaffey (Alma Hodge), Rebecca Wisocky (madre de Bree), Melinda Page Hamilton (hermana Marie Bernard) y Andrea Parker (novia de Tom Scavo), quienes previamente aparecieron en Desperate Housewives, tienen papeles recurrentes en esta serie.

### Casting
El 15 de febrero de 2013 se anunció que Dania Ramírez (Rosie Falta) sería una de las principales criadas. Ana Ortiz (Marisol) se unió al grupo como un personaje central el 17 de febrero. El 23 de febrero, tanto Sánchez como Judy Reyes (Zoila) fueron añadidas al grupo y cuando Edy Ganem (Valentina) fue anunciada el 2 de marzo, el espectáculo todavía estaba centrado en las otras 4 criadas (Ortiz, Reyes, Sánchez, y Ramírez).
Durante el mes de marzo se completaron la mayoría de los roles secundarios, con Brianna Brown el 6 de marzo, Susan Lucci, Drew Van Acker y Brett Cullen el 9 de marzo, Mariana Klaveno y Grant Show el 12 de marzo, y Tom Irwin el 16 de marzo. La única excepción fue Rebecca Wisocky, quien se unió al elenco el 23 de febrero.
Después que el episodio piloto fue estrenado, Wole Parks fue incorporado al reparto para un papel regular, el 21 de julio. Melinda Page Hamilton y Matt Cedeño fueron incluidos el 27 de julio, en papeles que se repetirían si el espectáculo fuera renovado para una segunda temporada.
Valerie Mahaffey también hizo su aparición en cinco capítulos de la primera temporada, en el rol de Olivia Rice (exmujer de M. Stappord). Varias actrices y actores de Mujeres Desesperadas aparecen roles en Criadas y Malvadas como Richard Burgi (exmarido de Susan), Andrea Parker (novia de Tom Scavo), Jolie Jenkins (Deirdre, ex de Mike Delfino), Patrika Darbo (Jean, la modista), Dakin Matthews (Reverendo Sykes).

### Rodaje
El episodio piloto para ABC fue filmado en Los Ángeles. Se comenzó a rodar el 21 de marzo en Beverly Hills aunque después de que Lifetime se encargó de la serie, el rodaje fue movido a Atlanta, Georgia. Esto también supuso un cambio de directores de rodaje, ya que en un principio fue dirigido por Paul McGuigan y después se encargaron Rob Bailey y David Warren.

## Reparto y personajes

### Primera temporada

#### Reparto principal
| Actor           | Personaje                                 | Descripción |
| --------------- | ----------------------------------------- | --- |
| Ana Ortiz       | Marisol Duarte / Profesora Marisol Suárez | Ph.D. Marisol no es la típica criada de Beverly Hills. Trabaja en casa de Michael y Taylor Stappord, un joven matrimonio con una historia de amor complicada. Marisol demuestra que es una persona muy válida para el puesto y enseguida se gana la confianza de las otras sirvientas. |
| Dania Ramírez   | Rosie Falta                               | Es una mujer viuda que abandona México para empezar una nueva vida en Beverly Hills y que acaba trabajando como niñera para la pareja de actores Peri (Mariana Klaveno) y Spence Westmore (Grant Show). Su único objetivo es traer a su hijo Miguel a Estados Unidos pero antes tendrá que reunir el dinero suficiente, aguantar el inestable matrimonio de sus jefes y superar la muerte de su amiga Flora.                                |
| Roselyn Sánchez | Carmen Luna                               | Es una puertorriqueña que llega a Beverly Hills huyendo de un problemático pasado. Su sueño es convertirse en una cantante mundialmente famosa. Trabaja en casa de Alejandro Rubio (Matt Cedeño), una estrella del pop latino, con la esperanza de que la ayude a impulsar su carrera. |
| Judy Reyes      | Zoila Díaz                                | Trabaja junto a su hija Valentina (Edy Ganem) en casa de Genevieve Delatour (Susan Lucci), una mujer millonaria y emocionalmente inestable. Es una mujer muy independiente y de buen corazón que intentará sobrevivir a los altibajos de la vida amorosa de Genevieve, el drama que rodea a su familia y a la peligrosa relación de su hija con Remi (Drew Van Acker), el atractivo hijo de su jefa, que acaba de volver de la universidad. |
| Edy Ganem       | Valentina Díaz                            | Con tan sólo dieciocho años, Valentina es la más joven del grupo de sirvientas. Para ahorrar dinero para la escuela de moda, trabaja en casa de la millonaria Genevieve Delatour (Susan Lucci) con su madre, Zoila (Judy Reyes). Cuando el atractivo hijo de Genevieve vuelve a casa de la universidad, se enamora perdidamente de él. |
| Susan Lucci     | Genevieve Delatour                        | Es una mujer divorciada que ha pasado su vida rodeadad de lujos. Es una persona afectuosa y cariñosa con todos los que la rodean y sueña con encontrar el amor de su vida. Su criada Zoila, con la que lleva más de 20 años, es su mayor apoyo. |
| Rebecca Wisocky | Evelyn Powell                             | Se mueve en las altas esferas de la sociedad de Beverly Hills. Es muy cotilla aunque, como mujer de Adrian Powell, también está entrenada en el gran arte de guardar secretos. El matrimonio sabe guardar la compostura en cualquier momento, incluso cuando su criada Flora es asesinada en una fiesta. |
| Tom Irwin       | Adrián Powell                             | Es un excéntrico y poderoso broker que vive en Beverly Hills. Junto a su mujer, Evelyn, comparte extravagantes fiestas, hobbies inusuales y oscuros secretos. Cuando su criada Flora es asesinada, el matrimonio se esfuerza en ocultar su crimen. |
| Mariana Klaveno | Peri Westmore                             | La ascendente carrera de actriz de Peri le está dando todo lo que siempre ha querido en la vida: fama, fortuna e influencia. Pero el éxito se le ha subido a la cabeza y su matrimonio con Spence comienza a tambalearse. Además, no presta la suficiente atención a su bebé y su criada Rosie tiene que asumir el papel de madre. |
| Grant Show      | Spence Westmore                           | Es actor, interpreta al Dr. Lanza Dupree en la telenovela 'Love Affairs'. Puede que no sea el trabajo más glamuroso de Hollywood pero por lo menos paga la facturas. Es un hombre cariñoso y un padre entregado. Spence trata de llevar su matrimonio con filosofía pero, cuando ya no puede más con su mujer Peri, se confiesa con su criada Rosie.                                                                                        |
| Brianna Brown   | Taylor Stappord                           | Es una chica joven de un pueblo perdido de Midwest. Llegó a Los Ángeles en busca de un sueño y se casó con Michael Stappord (Bret Cullen), uno de los abogados con más éxito de Beverly Hills. Con la llegada de su nueva sirvienta, Marisol, consigue un respiro en su agitada vida social. |
| Brett Cullen    | Michael Stappord                          | Es un guapo y rico abogado con un gran catálogo de importantes clientes. Durante su divorcio pierde a su criada, Lupe, por lo que presiona a Taylor para que contrate a Marisol. Con una nueva mujer, una nueva criada y todo en orden su vida debería comenzar a ser tranquila pero, todavía esconde demasiados secretos en su pasado. |
| Drew Van Acker  | Remi Delatour                             | Guapo, amable y cariñoso. El único hijo de Genevieve es mucho más que una cara bonita. Cuando decide volver a casa para cuidar de su enfermiza madre, se enamora de Valentina, la hija de su sirvienta. |

#### Recurrentes
| Actor                 | Personaje         |
| --------------------- | ----------------- |
| Paula Garcés          | Flora Hernández   |
| Alex Fernández        | Pablo Díaz        |
| Matt Cedeño           | Alejandro Rubio   |
| Melinda Page Hamilton | Odessa Burakov    |
| Eddie Hassel          | Eddie Suárez      |
| Maria Howell          | Ida Hayes         |
| Valerie Mahaffey      | Olivia Rice       |
| Andrea Parker         | Brenda Colfax     |
| Benny Ciaramello      | Aldo              |
| Richard Burgi         | Henri             |
| Stephen Collins       | Phillipe Delatour |

### Segunda temporada

#### Reparto principal
| Actor           | Personaje          | Descripción |
| --------------- | ------------------ | --- |
| Ana Ortiz       | Marisol Suárez     | Está escribiendo un libro que trata sobre los 6 meses que trabajó como criada para encontrar al asesino de Flora.                                                  |
| Dania Ramírez   | Rosie Falta        | |
| Roselyn Sánchez | Carmen Luna        | |
| Judy Reyes      | Zoila Díaz         | |
| Edy Ganem       | Valentina Díaz     | |
| Susan Lucci     | Genevieve Delatour | |
| Rebecca Wisocky | Evelyn Powell      | |
| Tom Irwin       | Adrián Powell      | |
| Grant Show      | Spence Westmore    | |
| Drew Van Acker  | Remi Delatour      | |
| Mark Declin     | Nicholas Deering   | El prometido rico de Marisol. Oculta un secreto relacionado con el suicidio de su anterior mujer.                                                                  |
| Joanna P. Adler | Opal Sinclair      | Criada de Nicholas. No se lleva nada bien con Marisol y siempre habla con adoración por la antigua mujer de Nicholas. Su hijo vive con ella en la mansión Deering. |
| Colin Woodell   | Ethan Sinclair     | Es el hijo de Opal y tiene una banda que roba a los ricos de Berverly Hills.                                                                                       |
| Dominic Adams   | Tony Bishara       | Guardaespaldas al servicio de los Powell. Acaba teniendo un lío con Evelyn.                                                                                        |

#### Recurrente
| Actor                 | Personaje       |
| --------------------- | --------------- |
| Alex Fernández        | Pablo Díaz      |
| Matt Cedeño           | Alejandro Rubio |
| Melinda Page Hamilton | Odessa Burakov  |
| Maria Howell          | Ida Hayes       |
| Valerie Mahaffey      | Olivia Rice     |
| Andrea Parker         | Brenda Colfax   |
| Benny Ciaramello      | Aldo            |
| Richard Burgi         | Henri           |
| Eddie Hassell         | Eddie           |
| Wolé Parks            | Sam Alexander   |
| Trcia O'kelley        | Tanya Taseltof  |
| Sean Rio Flynn-Amir   | Jason           |

### Tercera temporada

#### Reparto principal
| Actor           | Personaje          | Descripción |
| --------------- | ------------------ | --- |
| Ana Ortiz       | Marisol Suárez     | Después del éxito de su libro y su reciente popularidad, Marisol monta una empresa de colocación de criadas. |
| Dania Ramírez   | Rosie Westmore     | Tras despertarse de un coma por un disparo y una vez casada con Spence, vive con éste y con su hijo Miguel. Cuando su marido Ernesto, creído muerto, vuelve con la intención de conquistarla, deja a Spence.                     |
| Roselyn Sánchez | Carmen Luna        | Trabaja en este caso para los Powell, mientras intenta triunfar en la compañía de la mujer con cuyo marido tiene un lio. |
| Judy Reyes      | Zoila Díaz         | Sigue trabajando para Genevieve y saliendo con Javi, hasta que se ve en la obligación de contarle que su futuro hijo es fruto de un revolcón con su exmarido Pablo. Después de dejarla en el altar, debe pasar el embarazo sola. |
| Susan Lucci     | Genevieve Delatour | Empieza una nueva relación con su doctor lo que causa problemas en su relación con Zoila. |
| Rebecca Wisocky | Evelyn Powell      | Harta de que llamen a su casa "la casa de los asesinatos" intenta venderla de todas las formas posibles, contratando para ello a Sebastián.                                                                                      |
| Tom Irwin       | Adrián Powell      | |
| Grant Show      | Spence Westmore    | Está casado con Rosie, aunque luego ésta le deja por sentirse confusa debido a la llegada de Ernesto, su marido de México, a quién creían muerto. Tiene una aventura con Taylor Stappord.                                        |
| Brianna Brown   | Taylor Stappord    | Contrata a Blanca como criada para ayudarla con Katie, quien descubre ciertas cosas y acaba chantajeándola. Después contrata a Rosie al desaparecer Blanca misteriosamente.                                                      |
| Brett Cullen    | Michael Stappord   | En esta temporada, tanto él como su mujer tienen oscuros secretos. Está convencido de que Taylor tiene una aventura. |
| Grecia Merino   | Katie Stappord     | La nueva hija adoptada de los Stappord. Katie no es su verdadero nombre y parece esconder muchos secretos. |
| Gilles Marini   | Sebastien Dussault | Es el amante de Carmen y vendedor en una inmobiliaria. Su matrimonio con Jacklyn (dueña de una productora) es un desastre pero no puede dejarla debido al acuerdo prematrimonial que le dejaría en la calle.                     |
| Nathan Owens    | Jess Morgan        | Es un antiguo militar que empieza trabajando como criado para Marisol hasta que tiene una aventura con ella. |

#### Recurrente
| Actor                 | Personaje            |
| --------------------- | -------------------- |
| Naya Rivera           | Blanca Álvarez       |
| Cristián de la Fuente | Ernesto Falta        |
| Edy Ganem             | Valentina Díaz       |
| Drew Van Acker        | Remi Delatour        |
| Michelle Hurd         | Jacklyn Dussault     |
| Julie Claire          | Gail Flemming        |
| Justina Machado       | Reina                |
| John O'Hurley         | Dr. Christopher Neff |
| Iván Hernández        | Javier Mendoza       |

## Episodios
| Temporada | Temporada | Episodios | Episodios | Emisión original    | Emisión original         |
| Temporada | Temporada | Episodios | Episodios | Primera emisión     | Última emisión           |
| --------- | --------- | --------- | --------- | ------------------- | ------------------------ |
|           | 1         | 13        | 13        | 23 de junio de 2013 | 22 de septiembre de 2013 |
|           | 2         | 13        | 13        | 20 de abril de 2014 | 13 de julio de 2014      |
|           | 3         | 13        | 13        | 1 de junio de 2015  | 24 de agosto de 2015     |
|           | 4         | 10        | 10        | 6 de junio de 2016  | 8 de agosto de 2016      |